# 納博訥戰役
納博訥戰役發生於西元737年，由代表安達盧斯的塞普提曼尼亞奧瑪亞哈里發國總督尤素福·阿爾-菲赫里率領的阿拉伯與柏柏爾穆斯林軍隊，對抗由加洛林公爵查理·馬特領導的法蘭克王國基督教軍隊。

## 背景
塞普提曼尼亞位於高盧南部，是西哥德王國尚未被征服的最後一個省份 。倭馬亞王朝入侵此地，目的是鞏固他們在伊比利亞半島的領土成果 。719年，倭馬亞軍隊開始進軍塞普提馬尼亞。
該地區於719年由安達盧斯瓦利——薩姆·伊本·馬利克·考拉尼率軍入侵，並於720年被阿拉伯和柏柏爾軍隊佔領。納博訥（Narbonne）改名為阿爾布納（Arbūnah），並成為未來軍事行動的基地。
到721年，薩姆得到增援，準備攻打圖盧茲，希望如同征服塞普提馬尼亞一般攻下亞奎丹。然而，他在721年的圖盧茲戰役中遭遇慘敗，由亞奎丹公爵偉大的奧托領軍的基督徒軍隊擊潰了穆斯林，取得關鍵勝利。在此戰役中，薩姆受重傷，最終在納博訥身亡。
在720年代，穆斯林軍穩固控制納博訥，並從海上獲得補給。他們於725年攻下塞普提馬尼亞西北邊緣的卡尔卡松，並突襲其他城市。731年，塞爾達尼亞地區的柏柏爾領主穆努扎與奧托聯盟，叛變對抗哥多華埃米爾國，但最終被白衣大食指揮官阿卜杜勒殺死。737年，查理·馬特在攻下攻下亞維農後，率軍圍攻納博訥，但無法攻克該城。之後，法蘭克軍轉向尼姆、阿格德與貝濟耶進攻。

## 戰鬥
737年，加洛林公爵查理·馬特再次進攻納博訥 ，但當地的哥特人和高盧-羅馬貴族結成軍事與政治聯盟，對抗法蘭克勢力擴張。儘管查理試圖征服整個塞普提馬尼亞，但其軍隊無法攻克納博訥。當阿拉伯軍隊從伊比利亞半島派遣援軍時，法蘭克軍在現今奧德省的貝爾河口成功攔截，並取得重大勝利 。隨後，法蘭克軍隊轉向攻擊尼姆。

## 撤退
如果法蘭克宮廷長查理·馬特願意投入軍隊和全部資源進行無限期圍攻，他或許能夠攻占納博訥，但他不願意或無法這樣做。他很可能發現阿基坦公爵霍納德一世正在威脅他與北方的交通線。此外，普羅旺斯的貴族莫龍德從他未被征服的城市馬賽，從後方發動了反抗他的叛亂 。與此同時，法蘭克國王還可能認為，透過摧毀塞普蒂曼尼亞的阿拉伯穆斯林軍隊，並將剩餘的阿拉伯和柏柏爾駐軍限制在納博訥城內，他的主要目標已經實現；於是不再選擇繼續進攻。
739年下半，查理再次發動軍事行動，驅逐不再受安達盧斯支援的莫龍德，奪回馬賽與普羅旺斯控制權。根據保羅執事所著的《倫巴底人史》，當穆斯林得知查理與倫巴底人結盟後，便從該地撤軍，致使穆斯林軍隊與莫龍德勢單力薄，不敢應戰。